# Trichocentrum pohlianum
Trichocentrum pohlianum är en orkidéart som först beskrevs av Célestin Alfred Cogniaux, och fick sitt nu gällande namn av Mark W. Chase och Norris Hagan Williams. Trichocentrum pohlianum ingår i släktet Trichocentrum och familjen orkidéer. Inga underarter finns listade i Catalogue of Life.